# برتو اسپو
برتو اسپو (انگلیسی: Berto Espeso؛ زادهٔ ۱۰ مارس ۱۹۹۸) بازیکن فوتبال اهل اسپانیا است.
از باشگاه‌هایی که در آن بازی کرده‌است می‌توان به باشگاه فوتبال اسپورتینگ خیخون اشاره کرد.